# Wojciech Fudala
Wojciech Fudala (ur. 23 kwietnia 1988 w Katowicach) – polski wiolonczelista, pedagog, członek zespołu Polish Cello Quartet. Absolwent Akademii Muzycznej w Katowicach.

## Dyskografia
Albumy
| Tytuł                                                                          | Dane dot. albumu                                            |
| ------------------------------------------------------------------------------ | ----------------------------------------------------------- |
| Wojciech Fudala, Michał Rot - Mieczysław Wajnberg: Sonatas for Cello and Piano | - Data: 22 sierpnia 2019 - Wydawca: DUX Recording Producers |